# 斯特凡·德拉古廷
斯特凡·德拉古廷（？—1316年3月12日，塞尔维亚新帕扎尔），斯特凡·乌罗什一世之子，塞尔维亚国王（1276年-1282年）和斯雷姆国王（1282年-1316年）。
| 前任： 斯特凡·乌罗什一世 | 塞尔维亚国王 1276年-1282年 | 繼任： 斯特凡·烏羅什二世 |